# Vol British Airways 870
Le vol British Airways 870 est un vol de la compagnie British Airways, assuré par un Vickers VC10, reliant l'aéroport de Dubaï à l'aéroport de Londres-Heathrow qui fut détourné le 22 novembre 1974 au départ de Dubaï par des terroristes palestiniens,.

## Déroulement
Durant l'escale de l'avion à Dubaï, 4 terroristes déguisés en employés de l’aéroport quittent le salon des passagers et courent jusqu'à l'avion. Une fois à bord, ils se rendent compte de l’absence du commandant de bord. Le commandant, Jim Futcher, n'hésite pas et remonte à bord.
Le Vickers VC10 décolle de Dubaï avec 27 passagers et 8 employés de nettoyage de l'aéroport, qui se trouvaient à bord de l'avion lorsque les terroristes sont arrivés.
L'objectif premier des pirates de l'air étaient de se rendre à l'aéroport de Beyrouth, mais ils apprennent que les autorités libanaises ont fermé l'aéroport.
L'appareil met alors le cap sur l'aéroport de Tripoli, en Libye, afin de faire le plein de carburant, puis se rend à l'aéroport de Tunis, en Tunisie.
Une fois au sol, l'avion est immédiatement entouré par les forces de sécurité. Les pirates de l'air exigent alors la libération de sept terroristes incarcérés (deux en Égypte et cinq aux Pays-Bas). Les pirates de l'air donnent un délai de 24 heures, et menacent d'exécuter un otage toutes les deux heures une fois le délai dépassé. Aucune avancée ne s'étant produite durant ce délai, ils exécutent alors un des passagers.
D'intenses négociations ont alors lieu, et aboutissent à la libération des terroristes incarcérés, qui sont progressivement conduits auprès de l'appareil. Les pirates de l'air commencent alors à libérer plusieurs passagers. Une fois les sept terroristes libérés et amenés auprès de l'appareil, tous les passagers et la plupart des membres d'équipage sont relâchés.
À bord de l'appareil, il ne reste donc que les 11 terroristes, et 3 membres d'équipage (le commandant de bord, le copilote et le mécanicien navigant).
Les terroristes apprennent ensuite par la radio que leurs actions ont été condamnées par tous les gouvernements arabes, ainsi que par l'Organisation de libération de la Palestine.
Les terroristes demandent alors l'asile politique en Tunisie, mais celle-ci rejette leur demande. Les terroristes désemparés menacent alors de faire exploser l'appareil avec les otages. Le commandant de bord les convainc que s'ils mettent leurs menaces à exécution, le monde entier condamnera leurs actions.
Finalement, après 84 heures, les terroristes décident de se rendre.

## Récompense
Le commandant de bord, Jim Futcher, reçut la Médaille de la bravoure de la Reine pour sa gestion lors de ce détournement. Il était notamment retourné à bord en sachant que les pirates s’y trouvaient toujours.